# Лютка крупноглазковая
Лютка крупноглазковая, или лютка тёмная (лат. Lestes macrostigma) — вид стрекоз рода Lestes из семейства Лютки (Lestidae). Палеарктика: Европа и Западная Азия. Включён в Международную Красную книгу МСОП.

## Описание
Самый крупный вид семейства. Длина тела — до 48 мм, длина задних крыльев 24—27 мм (общий размах крыльев до 60 мм). Тело лилово-синее. Птеростигма длинная (равна трём или четырём расположенным под ней ячейкам крыла). Стрекозы с тонким удлинённым телом, металлически блестящие. В покое держат крылья открытыми. Маска у личинок ложковидная. Летают с июля по сентябрь. Личинки и взрослые стрекозы хищники. Связаны с мелкими солоноватыми водоёмами и берегами морей.
После спаривания самка обычно ищет участки яйцекладки вместе с прикрепившимся к ней самцом. Затем она откладывает яйца в волокна водных растений. У яйцеклада есть режущее приспособление и сенсорные щетинки.